# モルヴェーナ
モルヴェーナ（伊: Molvena）は、イタリア共和国ヴェネト州ヴィチェンツァ県コルチェレーザに属する分離集落（フラツィオーネ）。
かつては独立したコムーネであったが、2019年2月20日にマゾーン・ヴィチェンティーノと合併して新自治体の一部となった。
国際的なアパレル企業であるディーゼルが本社を置いている。

## 地理

### 位置・広がり

#### 隣接コムーネ
コムーネとしてのモルヴェーナは、以下のコムーネと隣接していた。
- ファーラ・ヴィチェンティーノ
- マロースティカ
- マゾーン・ヴィチェンティーノ
- ピアネッツェ
- サルチェード (Salcedo)